# Xã Seney, Michigan
Xã Seney (tiếng Anh: Seney Township) là một xã thuộc quận Schoolcraft, tiểu bang Michigan, Hoa Kỳ. Năm 2010, dân số của xã này là 119 người.